# Sterlina australiana
La sterlina è stata la valuta dell'Australia fino al 1966. Era suddivisa in 20 shillings, a loro volta suddivisi in 12 penny (pl. pence) ciascuno.

## Storia

### Le prime valute australiane
La storia delle valute australiane ha inizio nel 1800, quando il Governatore del Nuovo Galles del Sud, Philip Gidley King, emise un proclama stabilendo il valore di una serie di monete straniere nel Nuovo Galles del Sud. A causa della scarsità di qualsiasi tipo di moneta, però, durante i primi 25 anni di insediamento la vera valuta utilizzata fu il rum; ciò ha portato a coniare espressioni quali i "Rum Corps" e la "Ribellione del Rum" (Rum Rebellion).
Le prime monete australiane furono coniate nel 1813 dalla colonia del Nuovo Galles del Sud mediante la perforazione al centro dei dollari spagnoli. Questo procedimento portava alla creazione di due parti: una piccola moneta, chiamata "dump" ("soldo"), e un anello, chiamato "holey dollar" ("dollaro bucato"). Un holey dollar valeva 5 shillings (pari a un quarto di sterlina inglese), mentre un dump valeva 1 shilling e 3 penny (pari a un quarto di holey dollar). Questo fu fatto essenzialmente al fine di mantenere le monete all'interno del Nuovo Galles del Sud, in quanto le stesse non avrebbero avuto alcun valore in ogni altro posto.
Nel 1825 fu emessa un'ordinanza imperiale (Imperial order-in-council) allo scopo di introdurre la sterlina inglese in tutte le colonie britanniche. Questo fu dovuto in parte al successo dell'introduzione del sistema aureo nel Regno Unito nel 1816, ma in parte anche al blocco delle forniture di dollari spagnoli dovuto all'emergenza delle nuove Repubbliche Latino Americane. La maggior parte dei dollari spagnoli erano stati coniati a Lima, Città del Messico e Potosi.
Dal 1817, quando venne fondata la prima banca, la "Bank of New South Wales", le banche private emisero carta moneta denominata  "sterline britanniche". Nel 1852 l'ufficio governativo per il saggio dei metalli preziosi (Government Assay Office) di Adelaide emise monete d'oro di una sterlina che pesavano leggermente di più delle sovrane inglesi. Dal 1855 la zecca di Sydney coniò mezze sovrane e sovrane; la zecca di Melbourne iniziò la produzione nel 1872. Si deve notare che molte delle sovrane coniate in Australia erano destinate all'utilizzo in India in base al progetto che doveva portare la sovrana d'oro a diventare la moneta imperiale. Come risultò, l'India era già troppo radicata nel sistema della rupia, e le sovrane d'oro ottenute dal tesoro indiano non lasciarono mai i caveau.
Di conseguenza, nel periodo precedente la nascita della federazione (Commonwealth of Australia), la valuta utilizzata nelle colonie australiane consisteva in monete d'argento e di rame emesse in madrepatria, mezze sovrane e sovrane d'oro coniate in Australia, monete divisionali in rame emesse localmente a scopo commerciale (eliminate ufficialmente nel 1881, anche se alcuni stati avevano già provveduto in precedenza e banconote emesse dalle banche private.
Dopo la nascita della federazione nel 1901, il governo australiano assunse il potere di emettere valuta e cominciò a sovrastampare le emissioni private che erano in circolazione, in preparazione all'emissione di una valuta locale. Nel 1910 il governo federale approvò la legge sulle banconote australiane ("Australian Notes Act 1910") che proibiva la circolazione di banconote emesse dai singoli stati della federazione. Nello stesso anno venne approvata la legge relativa alle tasse sulle banconote australiane ("Australian Bank Notes Tax Act 1910") che imponeva una tassa del 10% annuo su "tutte le banconote emesse o ri-emesse da qualsiasi banca della federazione dopo l'entrata in vigore di questa legge, e non rimborsate". Entrambe queste leggi fanno attualmente parte del diritto australiano e perpetuano il divieto di emettere valute private nella federazione.

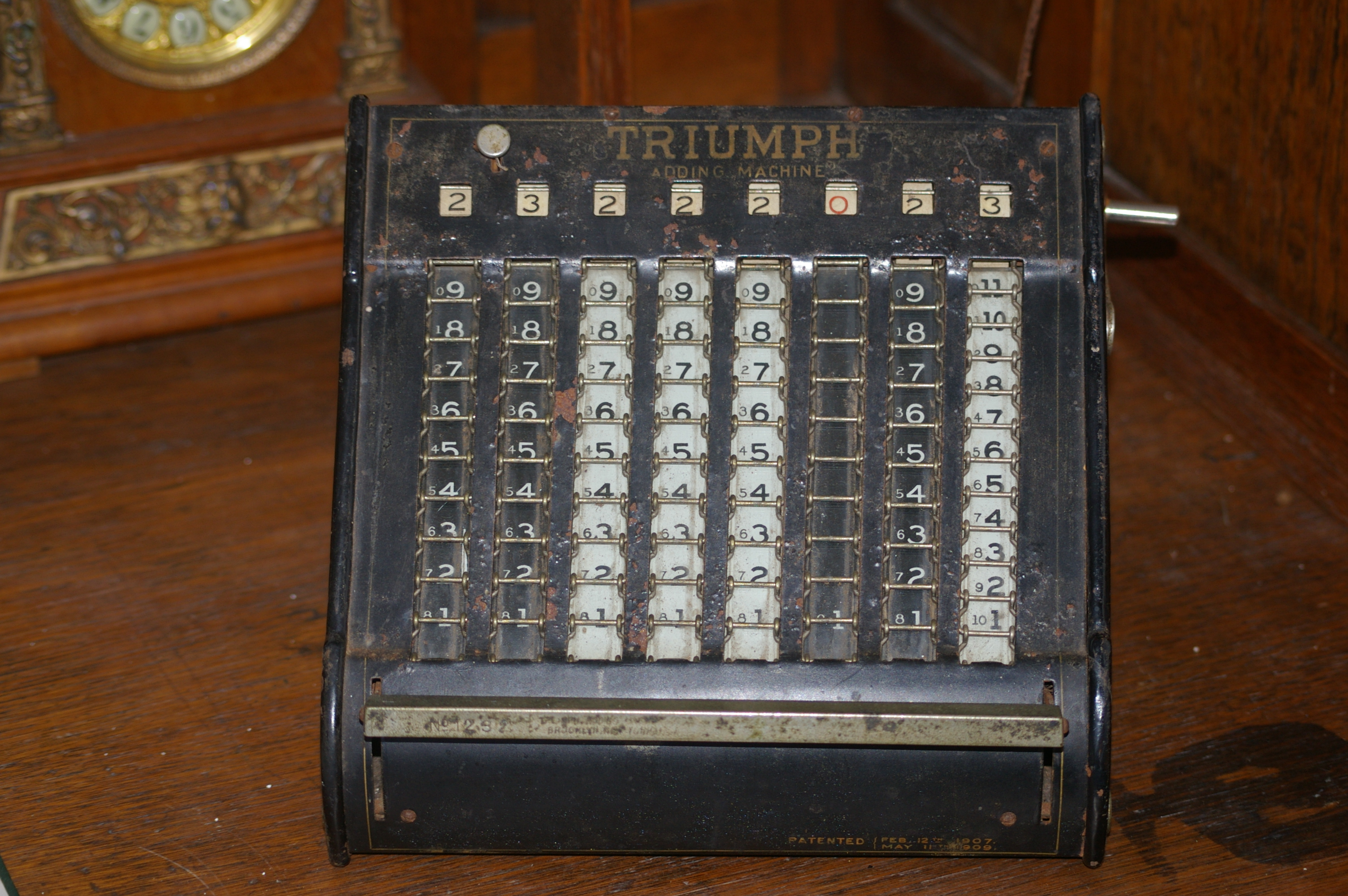
Addizionatrice per valute del 1910 circa

### La sterlina australiana: una valuta nazionale
Sempre nel 1910 il governo laburista del Primo ministro Andrew Fisher introdusse una valuta nazionale, chiamata "sterlina australiana". Tale valuta era suddivisa in 20 shilling, ciascuno dei quali suddiviso a sua volta in 12 penny. La politica monetaria assicurava il cambio fisso tra sterlina australiana e sterlina britannica. In tal modo l'Australia avrebbe partecipato al sistema aureo finché lo stesso avesse fatto la Gran Bretagna.
Nel 1914 la sterlina inglese uscì dal sistema aureo. Quando questo fu reintrodotto, nel 1926, l'improvviso incremento del suo valore (imposto a causa del prezzo nominale dell'oro) scatenò schiaccianti pressioni deflazionistiche. Sia l'iniziale inflazione del 1914, sia la conseguente deflazione del 1926 generarono effetti economici di vasta portata in ogni parte dell'impero britannico, dell'Australia e del resto del mondo. Nel 1929 come misura d'emergenza durante la grande depressione, l'Australia abbandonò il sistema aureo, causando una svalutazione nei confronti della moneta inglese. Una serie di parità con la sterlina furono applicate fino al dicembre 1931, quando il governo fissò il cambio di 1 sterlina australiana = 16 shillings inglesi (e quindi 1 sterlina e 5 shillings australiani = 1 sterlina inglese).
Nel 1949, quando il Regno Unito svalutò la sterlina nei confronti del dollaro USA, il primo ministro e tesoriere australiano Ben Chifley seguì l'esempio al fine di evitare che la sterlina australiana risultasse sopravvalutata nei paesi dell'area della sterlina, con i quali l'Australia intratteneva, a quel tempo, la maggior parte dei suoi scambi commerciali. Allo stesso modo in cui una sterlina inglese passò da USD 4,03 a USD 2,80, la valuta australiana passò da USD 3,224 a USD 2,240.

### La sostituzione della sterlina con il dollaro
Il 14 febbraio 1966, dopo anni di studi, fu introdotta una valuta decimalizzata: il dollaro. La data inizialmente individuata per l'introduzione della nuova valuta sarebbe dovuta essere il 2 febbraio 1963, ma tale data non venne rispettata poiché nessun progresso era stato fatto riguardo alla creazione della nuova valuta. Il tasso di cambio applicato era di 1 sterlina = 2 dollari, perciò, 10 shillings divennero pari a 1 dollaro, mentre 1 shilling divenne pari a 10 cent. Gli importi inferiori a uno shilling furono convertiti come segue:
| Penny   | Conversione precisa | Conversione effettiva |  | Penny    | Conversione precisa | Conversione effettiva |
| ------- | ------------------- | --------------------- |  | -------- | ------------------- | --------------------- |
| 1⁄2 d   | 5⁄12 ¢              | 1 ¢                   |  | 6 1⁄2 d  | 5 5⁄12 ¢            | 5 ¢                   |
| 1 d     | 5⁄6 ¢               | 1 ¢                   |  | 7 d      | 5 5⁄6 ¢             | 6 ¢                   |
| 1 1⁄2 d | 1 1⁄4 ¢             | 1 ¢                   |  | 7 1⁄2 d  | 6 1⁄4 ¢             | 6 ¢                   |
| 2 d     | 1 2⁄3 ¢             | 2 ¢                   |  | 8 d      | 6 2⁄3 ¢             | 7 ¢                   |
| 2 1⁄2 d | 2 1⁄12 ¢            | 2 ¢                   |  | 8 1⁄2 d  | 7 1⁄12 ¢            | 7 ¢                   |
| 3 d     | 2 1⁄2 ¢             | 2 ¢                   |  | 9 d      | 7 1⁄2 ¢             | 8 ¢                   |
| 3 1⁄2 d | 2 11⁄12 ¢           | 3 ¢                   |  | 9 1⁄2 d  | 7 11⁄12 ¢           | 8 ¢                   |
| 4 d     | 3 1⁄3 ¢             | 3 ¢                   |  | 10 d     | 8 1⁄3 ¢             | 8 ¢                   |
| 4 1⁄2 d | 3 3⁄4 ¢             | 4 ¢                   |  | 10 1⁄2 d | 8 3⁄4 ¢             | 9 ¢                   |
| 5 d     | 4 1⁄6 ¢             | 4 ¢                   |  | 11 d     | 9 1⁄6 ¢             | 9 ¢                   |
| 5 1⁄2 d | 4 7⁄12 ¢            | 5 ¢                   |  | 11 1⁄2 d | 9 7⁄12 ¢            | 9 ¢                   |
| 6 d     | 5 ¢                 | 5 ¢                   |  | 12 d     | 1 s = 10 ¢          | 1 s = 10 ¢            |

## Monete
Nel 1855 la zecca di Sydney coniò le prime monete in oro da ½ e 1 sovrana. Queste monete furono i soli tagli emessi dalle zecche australiane fino a dopo la nascita della federazione (1901).
Nel 1910 seguirono monete in argento sterling (titolo 925/1000) da 3 e 6 penny, 1 e 2 shilling, quest'ultima nota come "fiorino" (florin). Al contrario del Regno Unito, non vennero emesse "mezze corone" (half crowns). Nel 1911 seguirono monete in bronzo da ½ e 1 penny. La produzione delle ½ sovrane cessò nel 1916; quella delle sovrane nel 1931. Nel 1937 una moneta da 5 shillings fu emessa per commerorare l'incoronazione di Re Giorgio VI. Questa moneta si dimostrò impopolare e la sua produzione fu interrotta poco dopo la riemissione del 1938.
Nel 1946 il titolo delle monete d'argento fu ridotto a 500/1000 ma, al contrario di quanto avvenne in Nuova Zelanda e nel Regno Unito, le monete d'argento continuarono ad essere emesse anche dopo la decimalizzazione.

## Banconote
Numerose banche private hanno emesso carta moneta in Australia, a partire dalle emissioni della "Bank of New South Wales" nel 1817. L'accettazione delle banconote emesse da banche private non era resa obbligatoria da normative sul corso forzoso, ma erano comunque ampiamente utilizzate ed accettate. Anche i governi del Queensland e del Nuovo Galles del Sud stamparono banconote. Le banconote emesse dal tesoro del Queensland avevano corso legale nel Queensland stesso.
La prima emissione nazionale di carta moneta era composta da sovrastampe di banconote emesse tra il 1910 e il 1914 da quindici banche private e dal governo del Queensland, in tagli da 1, 5, 10, 20, 50 e 100 sterline. Queste venivano sovrastampate con le parole "Banconota australiana" (Australian note). Non è nota l'esistenza di alcuna banconota da 100 sterline di queste serie.
Nel 1913 le prime banconote nazionali furono introdotte in tagli da 10 shillings, 1, 5, e 10 sterline. Il 1914 vide l'introduzione delle banconote da 20, 50, 100 e 1 000 sterline. La banconota da 1 000 sterline ebbe solamente una circolazione limitata e più tardi fu dedicata al solo uso interbancario. I magazzini furono distrutti nel 1969 e di questa banconota non ci sono esemplari non annullati in possesso di mani private. Ci sono state due versioni di banconote da 5 shillings mai emesse, una del 1916 circa e l'altra del 1946; entrambe riportavano il monarca regnante e sono state più tardi distrutte, rispettivamente nel 1936 e nel 1953.
Alla metà degli anni venti vennero emesse una banconota modificata da 10 shillings, chiamata "mezza sovrana" ("Half Sovereign"), e banconote di dimensioni ridotte da 1, 5 e 10 sterline con il profilo di Re Giorgio V sul dritto. Queste banconote riportavano ancora il riferimento alla convertbilità della valuta in oro a richiesta. Una nuova banconota da 1 000 sterline con il profilo di Giorgio V era stata preparata ma mai emessa. Una prova di stampa mai emessa di questa banconota è stata scoperta a Londra nel 1996 e successivamente venduta per una somma di oltre 200 000 dollari australiani. Nondimeno, questa banconota non è ritenuta legittimamente emessa dall'Australia.
Subito dopo l'inizio della grande depressione nel 1933, la valuta australiana cessò di essere convertibile in oro al tasso precedentemente stabilito di una sovrana d'oro per una sterlina. Conseguentemente venne disegnata una nuova serie di banconote a corso forzoso, riportanti ancora una volta il ritratto di Re Giorgio V, in tagli da 10 shillings e 1, 5 e 10 sterline. I tagli e i disegni furono mantenuti e l'unica modifica apportata fu quella necessaria per accogliere il ritratto di Re Giorgio VI nel 1938.
L'incoronazione della Regina Elisabetta II nel 1953 vide l'emissione di una nuova serie con i ritratti di illustri personaggi della storia australiana.
- 10s – Matthew Flinders
- £1 – Regina Elisabetta II
- £5 – John Franklin
- £10 – Arthur Phillip
- £50 – Henry Parkes (Questa banconota non fu mai emessa al pubblico; ne esistono pochi campioni in mani private.)

Tra le banconote stampate ma mai entrate in circolazione, ci sono 2 diverse versioni del 5 shillings: una del 1916 il cui magazzino è stato distrutto nel 1936, e una del 1946, i cui esemplari sono stati distrutti nel 1953. Entrambe riportavano il ritratto del monarca regnante. Sono state disegnate due banconote da 50 sterline, una nel 1939 con Re Giorgio VI e una nel 1951 come già detto. Entrambi i magazzini furono distrutti nel 1958. È esistita anche una versione della banconota da 100 sterline del 1939 con una colorazione marrone, verde e rosa, il cui magazzino è stato distrutto nel 1958. L'ultima banconota non emessa era da 1 000 sterline, con i campioni arrivati nel 1923 e tenuti fino al 1928, dopo che fu deciso di non usare ulteriormente tale taglio.
La banca d'emissione detiene campioni di tutti i tagli dichiarati.